# 洛弗附近圣马丁
洛弗附近圣马丁是奥地利萨尔茨堡州滨湖采尔县的一个市镇。总面积63.56平方公里，总人口1152人，人口密度18.1人/平方公里（2005年）。